# NGC 6503
NGC 6503 est une galaxie spirale située dans la constellation du Dragon. Sa vitesse par rapport au fond diffus cosmologique est de −38 ± 4 km/s. NGC 6503 a été découverte par l'astronome allemand Arthur Auwers en 1854.

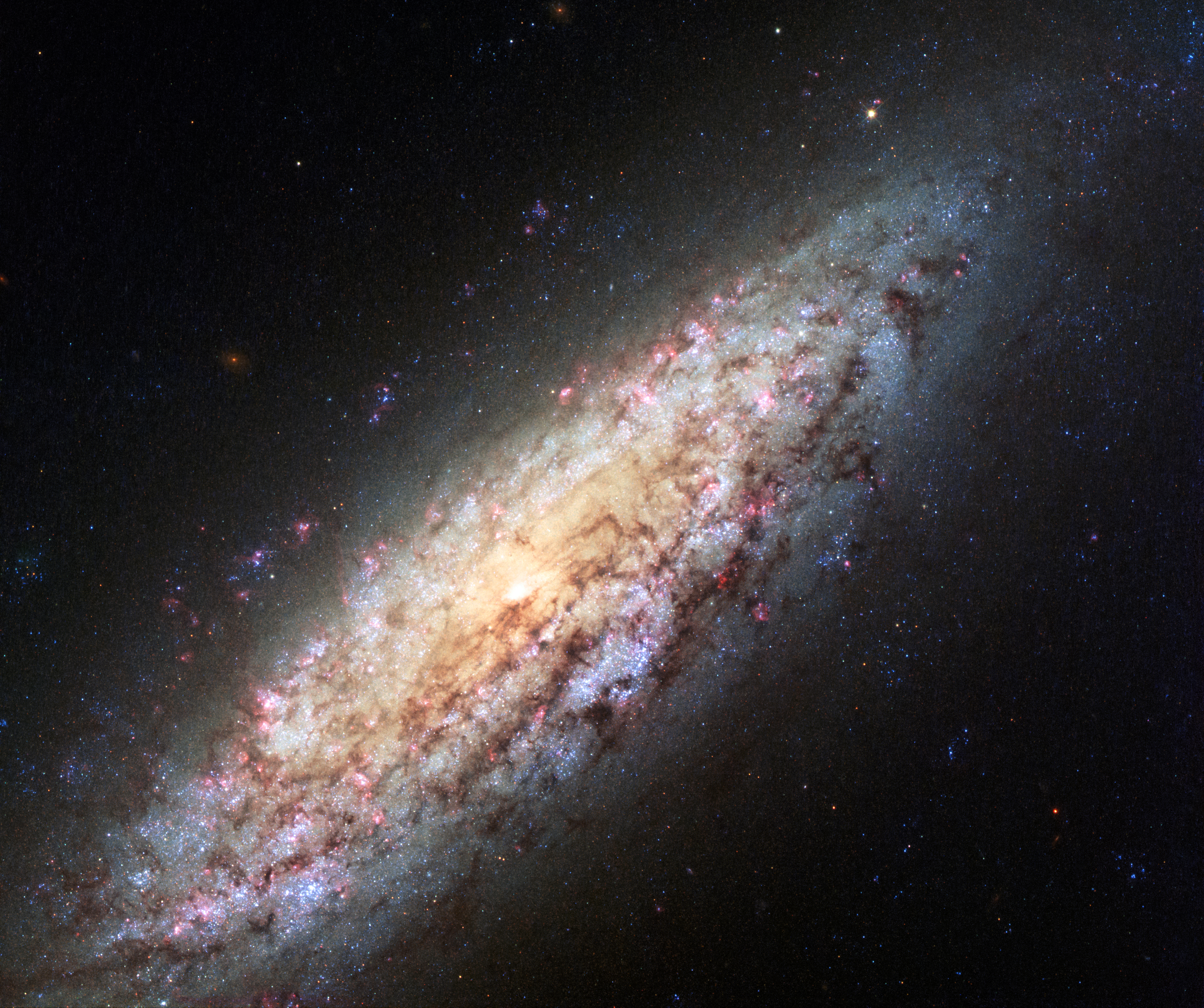
NGC 6503 par le télescope spatial Hubble.

## Distance de NGC 6503
Cette galaxie est trop rapprochée de la Voie lactée et on ne peut utiliser Loi de Hubble-Lemaître pour déterminer sa distance. Cependant, une quinzaine de mesures non basées sur le décalage vers le rouge (redshift) ont été réalisées à ce jour. Elles donnent une distance de 4,927 ± 0,997 Mpc (∼16,1 millions d'al).

## Caractéristiques
La classe de luminosité de NGC 6503 est III-IV et elle présente une large raie HI. De plus, c'est une galaxie LINER, c'est-à-dire une galaxie dont le noyau présente un spectre d'émission caractérisé par de larges raies d'atomes faiblement ionisés. NGC 6503 émet faiblement dans l'infrarouge. Sa luminosité dans l'infrarouge lointain (de 40 à 400 µm) est égale à 4,90 × 108 {\displaystyle L_{\odot }} (108,69{\displaystyle L_{\odot }}) et sa luminosité totale dans l'infrarouge (de 8 à 1 000 µm) est de 6,03 × 108 {\displaystyle L_{\odot }} (108,78{\displaystyle L_{\odot }}).
NGC 6503 et est particulièrement colorée à cause de régions de gaz rouges qui sont disséminés le long de ses spirales. Les régions d'un bleu intense contiennent des étoiles en formation. Des zones de poussières brunes sont dans les bras de la galaxie et dans son centre.
Cette galaxie est située en bordure du « Vide local », une région adjancente au Groupe local dépourvue de galaxies. Cette position l'a fait surnommer par l'astronome Stephen James O’Meara la « galaxie perdue dans l'espace » dans son livre de 2007 Hidden Treasures. Cependant, même si elle semble loin de toutes autres galaxies, il se pourrait qu'elle fasse partie d'un groupe de galaxies.

## Un disque entourant le noyau
Grâce aux observations du télescope spatial Hubble, on a détecté un disque de formation d'étoiles autour du noyau de NGC 6503. La taille de son demi-grand axe est estimée à environ 1 190 pc (∼3 880 al).